# Tecla de Composición

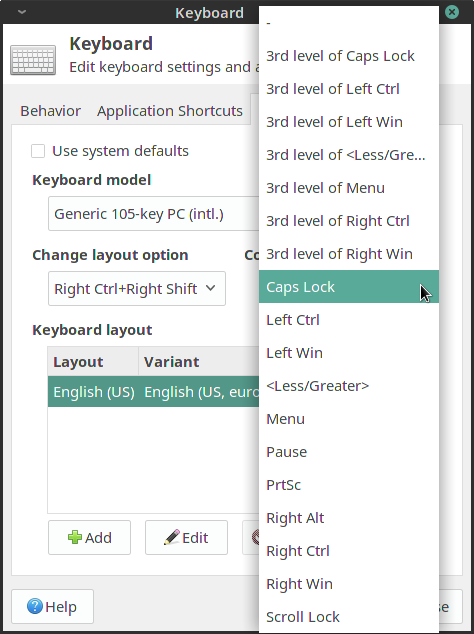
Ventana de ajustes de distribución del teclado Xfce, que presenta una opción de tecla de Composición.

Una tecla de composición (a veces llamada multitecla) es una tecla en del teclado que indica que las siguientes pulsaciones (generalmente 2 o más) activan la inserción de un carácter alternativo, generalmente un carácter precompuesto o un símbolo.
Por ejemplo, escribiendo Composición seguido de ~ y luego n insertará ñ.
Las teclas de Composición son más populares en Linux y otros sistemas que utilizan el sistema de ventanas X, pero existe software para implementarlas en Windows y macOS.

## Historia
La tecla Composición fue introducida por ingenieros de Digital Equipment Corporation (DEC) en el teclado LK201, disponible desde 1983 con el terminal VT220. El teclado incluía un LED que indicaba que una secuencia de Composición estaba en curso. Mientras que el LK201 introdujo el grupo de teclas de comando entre el bloque alfanumérico y el teclado numérico y la disposición «T invertida» de las teclas de dirección, que se han convertido en estándar, la tecla de Composición, por el contrario, no se convirtió en un estándar.
En 1987, Sun Microsystems lanzó Sun4, la primera estación de trabajo Unix dedicada que tenía una tecla de Composición. En los teclados de las estaciones de trabajo Sun Tipo 5 y 6, el LED de Composición estaba ubicado en la propia tecla (véase la imagen a continuación).
ISO/IEC 9995-7 diseñó un símbolo gráfico para esta tecla, en ISO/IEC 9995-7 como símbolo 15 «Carácter de Composición» y en ISO 7000 «Símbolos gráficos para uso en equipos» como símbolo ISO-7000-2021. Este símbolo está codificado en Unicode como U+2384 ⎄ SIGNO DE COMPOSICIÓN.
Debido a que Microsoft Windows y macOS no admiten una tecla de Composición de forma predeterminada, la tecla no existe en la mayoría de teclados diseñados para hardware de PC moderno. Cuando el software admite el comportamiento de esta tecla, se utiliza alguna otra en su lugar. Ejemplos comunes son la tecla de Windows de la derecha, la tecla AltGr o una de las teclas Ctrl. No hay un LED en el teclado ni ningún otro indicador físico de que una secuencia de Composición está en curso, aunque el sistema operativo puede mostrar algún icono (como el «signo de Composición», mostrado a continuación) en el campo de entrada de texto del usuario.
|                                                                  |
| Tecla de Composición en un teclado DEC LK201, al lado izquierdo. |

| |
| Tecla de Composición y su LED en teclados Sun Tipo 5 y 5c, la segunda tecla de abajo por la derecha. |

|                                       |
| Signo de Composición ISO en teclados. |

## Secuencias de Composición
Si la tecla de Composición no actúa como modificador, la sustitución de teclas hace que no sea necesario soltar la tecla Composición antes de las siguientes pulsaciones. Esto hace posible que los mecanógrafos experimentados introduzcan rápidamente caracteres compuestos.
Las versiones más primitivas de las secuencias de composición seguían la técnica de escritura a mano y sobreimpresión poniendo la letra en primer lugar y los signos diacríticos en segundo lugar. Por ejemplo, Composición+n+~ produce el carácter ñ. Esta orden todavía está en uso, sin embargo, hoy en día se usa el orden inverso en las últimas máquinas de escribir: Composición+~+n para ñ. Esto permite varios signos diacríticos, por ejemplo, escribir Composición+'+^+a para ấ.
Los caracteres sin acentos generalmente se construyen a partir de letras que, al sobrescribirlas o secuenciarlas, producirían algo parecido al carácter. Por ejemplo Composición+o+c producirá el símbolo de copyright © y Composición+A+E producirá Æ.
No existe un límite intrínseco en la longitud de la secuencia, que debe respetar tanto las reglas mnemónicas y ergonómicas como la viabilidad dentro de un árbol de composición integral. Por ejemplo, U+278C ➌ DÍGITO TRES DINGBAT EN NEGATIVO RODEADO EN SANS-SERIF se inserta con Composición+@+%+$+3, donde @ indica que el carácter va rodeado, % indica que esta invertido, $ indica que su fuente es sans-serif y el 3 indica el número final.

## Comparación con otros métodos de entrada

Distribución del teclado QWERTZ checo. Los caracteres obtenidos con AltGr se muestran en azul, las teclas muertas se muestran en rojo.

La principal ventaja de una tecla de Composición es que la secuencia utilizada para seleccionar el carácter puede estar formada por cualquier letra, número o símbolo disponible en el teclado. Esto permite que la secuencia sea más mnemotécnica, por lo que es más fácil de recordar, es posible adivinar si se desconoce y puede admitir una cantidad mucho mayor de caracteres.
La principal desventaja es que componer secuencias siempre requiere al menos pulsar más de una tecla. Si la posición de la tecla de Composición es molesta para realizarla también puede ralentizar la escritura.
El método más común utilizado para introducir caracteres no impresos en las teclas es una tecla modificadora como AltGr. Este método tiene la limitación de que AltGr añade solo dos asociaciones más (desplazadas y no desplazadas) para cada tecla. Los caracteres adicionales disponibles suelen estar personalizados para el mercado local y, por lo tanto, satisfacen las necesidades de la mayoría de los usuarios, en la mayoría de los casos. El diseño predeterminado de Reino Unido/Irlanda, por ejemplo, proporciona (a través de AltGr + aeiou) las letras á é í ó ú que se necesitan para el gaélico irlandés pero, sin embargo, no las letras à è ì ò ù necesarias para el gaélico escocés.
Una «tecla muerta» trata el primer carácter de cualquier secuencia como un modificador para las siguientes teclas: cuando se presiona, la tecla parece no tener ningún efecto hasta que se presiona la siguiente tecla (en la mayoría de sistemas se intenta que la tecla muerta sea una parte lógica de la selección de caracteres; esto tiene sentido para los acentos y el concepto se extiende a otros símbolos). Por ejemplo, la tecla de tilde grave («comilla invertida») (`) suele ser una tecla muerta: para lograr à, se emplea la secuencia `+a. Las secuencias compuestas son posibles: por ejemplo, para agregar dos puntos (diacríticos), " parece un candidato obvio, pero claramente esta tecla tan utilizada no puede reutilizarse como una tecla muerta. La solución es modificarlo con AltGr, así AltGr+2 a produce ä. Otras combinaciones son bastante menos obvias que sus contrapartes con la tecla de Composición, por ejemplo Composición+,+s frente a AltGr+= s para ş (ChromeOS con mapeo extendido del Reino Unido).
Los códigos alternativos o la entrada numérica Unicode casi podrían considerarse una tecla de Composición, pero utilizan números poco intuitivos, en lugar de mnemotécnicos, como el selector.
Los selectores de caracteres de interfaz modernos suelen requerir una función de búsqueda que no es muy diferente a las secuencias de Composición para localizar un carácter rápidamente.

## Compatibilidad de software

### Sistema de ventanas X
Los archivos de encabezado X llaman a la tecla de Composición «Multi_key». En Xorg, la tecla de Composición por defecto es ⇧ Mayús+AltGr, (pulsando AltGr antes de ⇧ Mayús es el «cuarto nivel de modificador del teclado», una tecla distinta). Como esto es bastante inconveniente (especialmente para teclados sin AltGr), es común seleccionar una distribución de teclado donde las teclas Ctrl o ⊞ Win de la derecha están asignadas a la tecla de Composición. Esta opción normalmente está disponible en la configuración del entorno de escritorio. El controlador del teclado X no permite que la tecla de Composición utilizada funcione como modificador. En los sistemas modernos se admite una gran cantidad de secuencias de composición.

### Windows
En Microsoft Windows, algunos programas como PuTTY brindan soporte para la tecla de Composición. Para emular la tecla de Composición para todo el software, se suelen utilizar atajos de teclado. También hay una serie de utilidades de código abierto (como WinCompose, AllChars, Compose-Keys, o Compose). Se pueden instalar diseños de teclado (como KbdEdit) que contienen una tecla de Composición asignada a una de las teclas, como Ctrl o AltGr. Funcionan utilizando la función de encadenamiento de teclas muertas, empleada comúnmente para introducir letras con varios signos diacríticos. Estas distribuciones de teclado también pueden programarse directamente en C (el idioma en el que están escritos los controladores de Windows), compilarse utilizando el kit de controladores de Windows gratuito y empaquetarse utilizando el Microsoft Keyboard Layout Creator 1.4 gratuito, compatible con las últimas versiones del sistema operativo.

### Mac OS
Aunque el sistema de entrada de texto Cocoa permite la entrada de muchos caracteres alternativos y acentuados de forma nativa en macOS, no tiene integrada una verdadera solución como tecla de Composición. Al menos uno se ha implementado usando la utilidad Karabiner, que funciona con todas las aplicaciones, al igual que el uso de ciertos diseños de teclado (por ejemplo, «ABC – Extended») donde Composición se implementa usando la función de encadenamiento de teclas muertas.

### ChromeOS
Aunque ChromeOS cuenta con un repertorio de glifos más amplio que la mayoría de sus competidores, los acordes necesarios para lograrlos no siempre son tan obvios como proporciona el concepto de la tecla Composición. Google ha puesto a disposición un complemento (ComposeKey) para competir en este mercado.

### DOS
En DOS, la compatibilidad con las teclas de redacción dependía de la aplicación en ejecución o de un controlador de teclado que se pueda cargar. Por ejemplo, Lotus 1-2-3 utilizó Alt+F1 como tecla de redacción para permitir una entrada más sencilla de muchos caracteres especiales del conjunto de caracteres internacional Lotus (LICS) y del conjunto de caracteres multibyte Lotus (LMBCS).

## Combinaciones de composición comunes
La tabla que se muestra a continuación muestra algunas de las composiciones predeterminadas para el servidor X.Org. Para los sistemas modernos que admiten Unicode, la siguiente tabla está lejos de estar completa.
| combinación                                                             | resultado |
| ----------------------------------------------------------------------- | --------- |
| Compose+'+a                                                             | á         |
| Compose+"+a                                                             | ä         |
| Compose+`+a                                                             | à         |
| Compose+~+a                                                             | ã         |
| Compose+^+a                                                             | â         |
| Compose+c+a                                                             | ǎ         |
| Compose+o+a                                                             | å         |
| Compose+-+a                                                             | ā         |
| Compose+,+a                                                             | ą         |
| Compose+b+a                                                             | ă         |
| Compose+?+a                                                             | ả         |
| Compose+.+a                                                             | ȧ         |
| Lo mismo de arriba para la mayoría de valores en mayúscula y minúscula. |           |

| combinación | resultado |
| ----------- | --------- |
| Compose+a+e | æ         |
| Compose+A+E | Æ         |
| Compose+o+e | œ         |
| Compose+O+E | Œ         |
| Compose+d+h | ð         |
| Compose+D+H | Ð         |
| Compose+o+o | °         |
| Compose+o+x | ¤         |
| Compose+o+c | ©         |
| Compose+o+r | ®         |
| Compose+s+o | §         |
| Compose+s+s | ß         |
| Compose+S+S | ẞ         |
| Compose+t+h | þ         |
| Compose+T+H | Þ         |
| Compose+t+m | ™         |
| Compose+x+x | ×         |
| Compose+.+. | …         |
| Compose+.+^ | ·         |

| combinación   | resultado |
| ------------- | --------- |
| Compose+<+<   | «         |
| Compose+>+>   | »         |
| Compose+/+/   | \         |
| Compose+/+C   | ₡         |
| Compose+/+o   | ø         |
| Compose+/+O   | Ø         |
| Compose+?+?   | ¿         |
| Compose+'+<   | ‘         |
| Compose+'+>   | ’         |
| Compose+,+c   | ç         |
| Compose+,+C   | Ç         |
| Compose+"+<   | “         |
| Compose+"+>   | ”         |
| Compose+!+!   | ¡         |
| Compose+-+-+- | —         |
| Compose+-+-+. | –         |
| Compose+-+:   | ÷         |
| Compose+-+d   | đ         |
| Compose+-+D   | Đ         |

| combinación   | resultado |
| ------------- | --------- |
| Compose+-+L   | £         |
| Compose+^+0   | ⁰         |
| Compose+^+1   | ¹         |
| Compose+^+2   | ²         |
| Compose+^+3   | ³         |
| Compose+^+_+a | ª         |
| Compose+^+_+o | º         |
| Compose+_+0   | ₀         |
| Compose+_+1   | ₁         |
| Compose+_+2   | ₂         |
| Compose+_+3   | ₃         |
| Compose+~+n   | ñ         |
| Compose+<+s   | š         |
| +c            | ¢         |
| Compose+=+y   | ¥         |
| Compose+=+p   | ₽         |
| Compose+=+c   | €         |
| Compose+1+2   | ½         |
| Compose+1+4   | ¼         |
| Compose+3+4   | ¾         |